# Neomochtherus sahariensis
Neomochtherus sahariensis är en tvåvingeart som beskrevs av Tsacas 1968. Neomochtherus sahariensis ingår i släktet Neomochtherus och familjen rovflugor. Inga underarter finns listade i Catalogue of Life.